# 田中俊和
田中 俊和（たなか としかず、1960年4月8日 - ）は、日本の実業家。住友不動産販売代表取締役社長や、不動産流通経営協会理事長を経て、日本バスケットボール協会副会長（代表理事）。国土交通大臣表彰受賞。

## 人物・経歴
神奈川県出身。1979年神奈川県立横浜翠嵐高等学校卒業。同級生に鈴木国正
（インテル代表取締役社長）や山本礼二郎（インテグラル創業者）がいる。1983年一橋大学商学部卒業、住友不動産入社。武市敬（元東京都副知事）や鶴宏明（元ポケモン代表取締役）は大学のテニス仲間。2000年住友不動産ビル事業本部中央営業部長。2002年泉ガーデンマネジメント代表取締役社長。2004年住友不動産執行役員ハウジング事業本部副本部長。2007年住友不動産常務執行役員。2008年住友不動産総務本部長。2009年住友不動産専務執行役員。2011年住友不動産住宅再生事業本部長。2012年住友不動産販売特別顧問。2013年住友不動産販売代表取締役社長。2018年には永年の不動産業に対する功績が評価され、畑中誠、辻慎吾らとともに、国土交通大臣表彰を受賞した。2019年住友不動産常勤監査役。2020年日本バスケットボール協会理事。2023年日本バスケットボール協会副会長（代表理事）。